# Бланк, Теодор
Теодор Бланк (нем. Theodor Blank; 19 сентября 1905, Эльц — 14 мая 1972, Бонн) — немецкий политик, первый министр обороны ФРГ, министр труда и общественных дел ФРГ в 1957—1965 годах. Один из основателей партии ХДС в 1945 году после окончания Второй мировой войны.
В 1949—1972 годах был членом немецкого бундестага, в котором в 1965—1969 служил заместителем лидера фракции ХДС/ХСС.
В 1950—1955 годах Бланк возглавлял так называемый «пустой офис» (или офис Бланка), официально отвечая за отношения с оккупационными войсками союзников, а в действительности под руководством канцлера Конрада Аденауэра ведя скрытую подготовку к восстановлению немецких вооруженных сил. В 1954 году противники перевооружения препятствовали его публичным выступлениям криком и шумом. После того как перевооружение вышло на официальный уровень, он стал первым послевоенным министром обороны Германии с 1955 по 1956 годы, а затем министром труда и общественных дел с 1957 по 1965 годы.